# Мішані гірські ліси Південних Апеннін
Мішані гірські ліси Південних Апеннін (ідентифікатор WWF: PA1218) — палеарктичний екорегіон середземноморських лісів та чагарників, розташований в Італії, в горах на півдні Апеннінського півострова та на Сицилії.

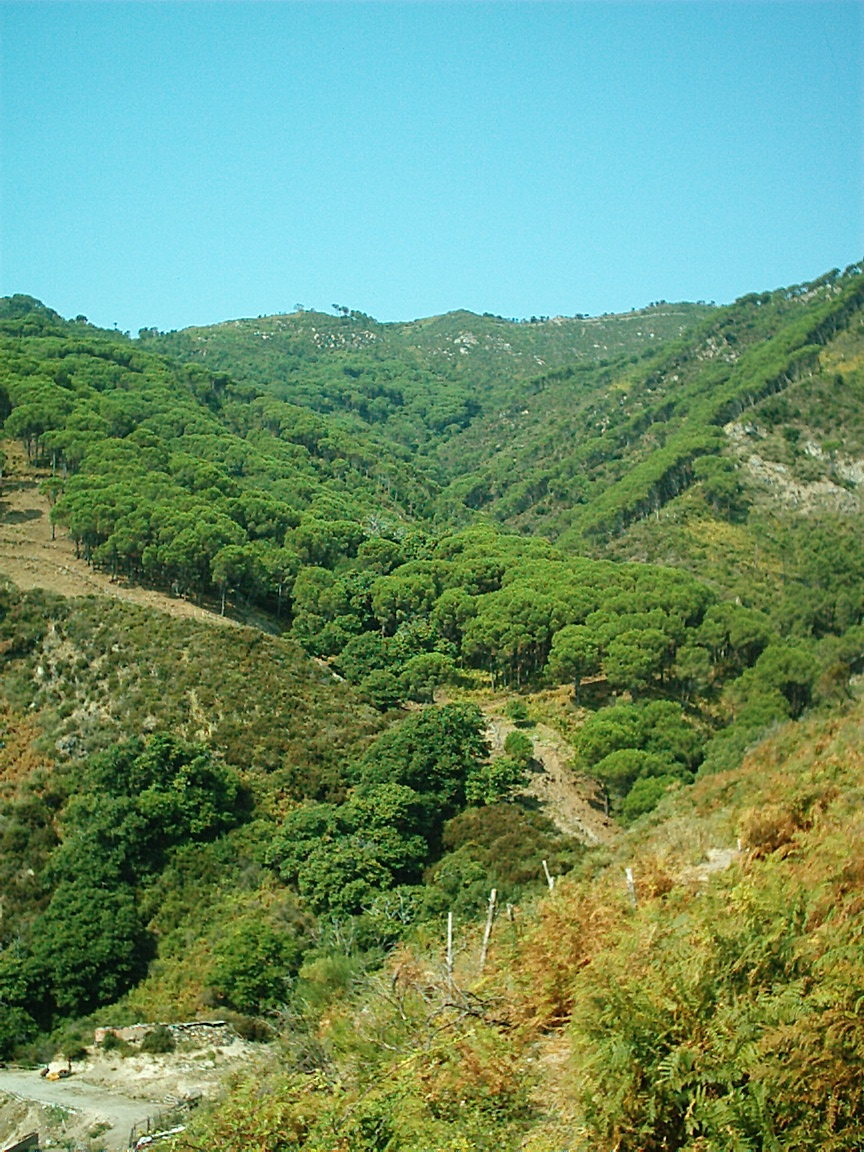
Ліс на горі Монті-Пелорітані, Сицилія

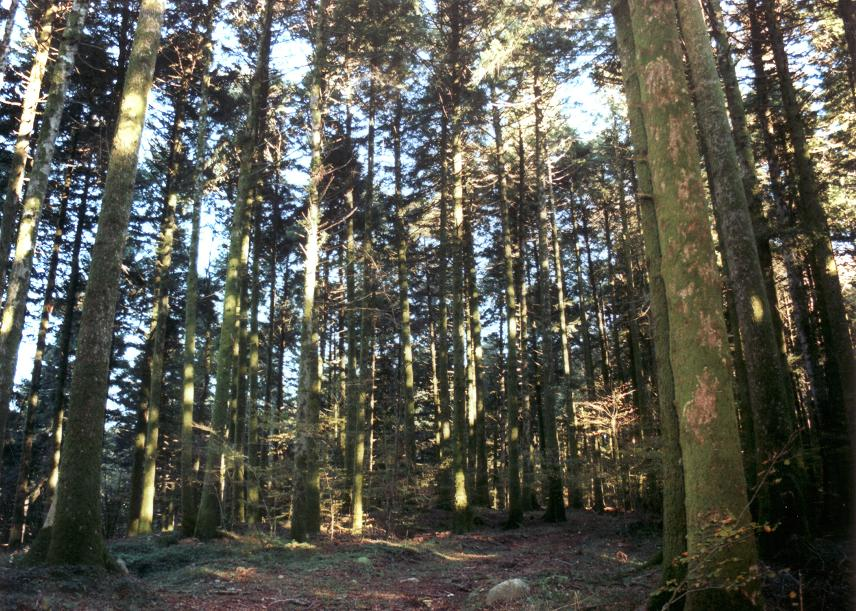
Ялицевий ліс Боско-ді-Арчіфоро в Регіональний парк Серре

## Географія
Екорегіон мішаних гірських лісів Південних Апеннін охоплює невелику територію, обмежену високогір'ями Луканських, Калабрійських та Сицилійських Апеннін, а також гори Етни. Таким чином, мова йде про Базилікату, Калабрію та Сицилію. 
З геологічної точки зору можна виділити три основні геологічні системи. Палеозойські породи (граніти, сланці, слюдяні сланці, діорити, гнейси) становляють основу гірських масивів Сіла та Аспромонте, розташованих в центральній і південній Калабрії, найвищими вершинами яких є гори Монте-Бонне-Донато висотою 1928 м та Монтальто висотою 1955 м, а також гірського масиву Монті-Пелорітані у східній Сицилії, найвищими вершинами якого є Рокка-Новара висотою 1340 м та Монтанья-Гранде висотою 1374 м. Вулканічні породи сформували діючий вулкан Етна висотою 3329 м, розташований на сході Сицилії. Мезозойські породи (вапняки, доломіти, мергелі, сланці, пісковики) становляють основу гірського масиву Полліно, розташованого між Базилікатою і Калабрією, найвищими вершинами якого є Серра-Дольчедорме висотою 2267 м та Монте-Полліно висотою 2248 м, а також гірський масив Неброді з найвищою горою Монте-Соро висотою 1847 м та гірський масив Мадоніе з найвищою горою Піццо-Карбонара висотою 1979 м, обидва з яких розташовані на півночі Сицилії. Інтенсивний альпійський орогенез призвів до появи стрімких, складних форм рельєфу. Активна вулканічна діяльність Етни постійно змінює гірський рельєф і сильно впливає на динаміку змін рослинності, а також на людське землекористування.

## Клімат
Клімат регіону характеризується різким висотним градієнтом. На найнижчих висотах панує жаркий і вологий субтропічний клімат із середньорічною температурою близько 14-17 °C, а на найвищих висотах — холодний і вологий клімат із середньорічною температурою 9-13 °C та середньорічною кількістю опадів 2000 мм. Зими в горах суворі з рясними снігопадами. Гірські вершини південної Калабрії та північно-східної Сицилії часто бувають вкриті густим туманом.

## Флора
Широкий висотний діапазон екорегіону призвів до формування різних лісових угруповань, які відрізняються залежно від висоти над рівнем моря. 
На нижчих висотах переважають мішані ліси, де зустрічаються вічнозелені склерофільні кам'яні дуби (Quercus ilex) і коркові дуби (Quercus suber), хвойні італійські сосни (Pinus pinea) та листопадні пухнасті дуби (Quercus pubescens), білоцвітні ясени (Fraxinus ornus) і звичайні хмелеграби (Ostrya carpinifolia).
На середніх висотах переважають мішані листяні ліси: крім пухнастих дубів і звичайних хмелеграбів, тут ростуть бурґундські дуби (Quercus cerris), угорські дуби (Quercus frainetto) та їстівні каштани (Castanea sativa).
У високогір'ях лісовий покрив змінюється відповідно до широти, з півночі на південь, та має значні регіональні ендемізми. На південних схилах Луканських і Калабрійських Апеннін, де клімат холодний і сухий, домінуючим видом є корсиканська чорна сосна (Pinus nigra ssp. laricio), яка також присутня в невеликій кількості на Етні, разом із повислою березою (Betula pendula), видом-піонером, здатним проростати на нещодавно застиглих потоках лави. В горах масиву Полліно переважаючою породою є боснійська сосна (Pinus holdreichii). На схилах, спрямованих на північ, крім корсиканських чорних сосен також зростають білі ялиці (Abies alba) та звичайні буки (Fagus sylvatica). В горах Мадоніе зростає надзвичайно рідкісна ендемічна сицилійська ялиця (Abies nebrodensis). Загальна популяція цього виду становить близько 200 дерев, враховуючи молоді та старі дерева, які не дають насіння. Цей вид перебуває на межі зникнення і внесений МСОП до списку 50 видів середземноморських рослин, яким найбільше загрожує вимирання. 
Лише на вершині найвищої гори Етни є місцевості, розташовані вище верхньої межі лісу. Там, на лавових полях, ростуть колючі подушкоподібні чагарники етнійського барбарису (Berberis aetnensis), а також сицилійський астрагал (Astragalus siculus), сицилійське пижмо (Tanacetum siculum), звичайний яловець (Juniperus communis subsp. alpina) та етнійський дрік (Genista aetnensis).
Для екорегіону є характерним високе флористиче біорізноманіття. Так, судинна флора Сицилії представлена 2700 видами та 310 ендеміками. Лише в горах Мадоніе, які становлять 2 % від загальної площі острова, зустрічаються 50 % видів сицилійських рослин. В горах Калабрії та Базилікати ендемічні види складають 10-20 % від загальної флори, в горах Сицилії — понад 20 %.

## Фауна
Екорегіон вирізняється значним фауністичним різноманіттям. В Луканських та Калабрійських Апеннінах мешкають італійські вовки (Canis lupus italicus). Популяція цих хижаків, що мешкає в горах Сіла і Полліно, є найбільшою в Італії. Серед інших ссавців заслуговують на увагу європейські сарни (Capreolus capreolus italicus), лісові коти (Felis silvestris) та чубаті їжатці (Hystrix cristata). Сицилійські білозубки (Crocidura sicula) є единими ендемічними ссавцями екорегіону.
Багата лісова орнітофауна регіону не надто відрізняється від орнітофауни інших лісів Середземномор'я. На Сицилії мешкає ендемічний підвид європейського кеклика (Alectoris graeca whitakeri). Серед хижих птахів заслуговують уваги яструбині орли-карлики (Aquila fasciata) та стерв'ятники (Neophron percnopterus). Тривають спроби реінтродукції білоголового сипа (Gyps fulvus) в Національних парках Полілло і Неброді.
Герпетофауна регіону включає деяких регіональних ендеміків, зокрема лісового італійського полоза (Zamenis lineatus), сицилійську стінну ящірку (Podarcis waglerianus), сицилійську болотяну черепаху (Emys trinacris), сицилійську зелену жабу (Bufotes boulengeri siculus) та прикрашену круглоязику жабу (Discoglossus pictus pictus).

## Збереження
Незважаючи на тиск, спричинений випасом худоби та вирубкою деревини, екорегіон зберігає більшу частину свого лісового покриву недоторканим завдяки недоступності основних гірських масивів. Оцінка 2017 року показала, що 6008 км², або 46 % екорегіону, є заповідними територіями. Природоохоронні території включають: Національний парк Аспромонте, Національний парк Сіла, Національний парк Полліно, Національний парк Апенніно-Лукано - Валь-д'Агрі - Лагонегрезе, Регіональний парк Серре, Парк Мадоніе, Парк Неброді та Парк Етна.